# Lazrou
Lazrou (Azruth ou ⴰⵥⵔⵓⵜ en Chaoui), est une commune de la wilaya de Batna en Algérie.

## Géographie

### Situation
Le territoire de la commune de Lazrou est situé au nord de la wilaya de Batna.
| Zanat El Beida | Bir Chouhada (wilaya d'Oum El Bouaghi) | Aïn Yagout |
| Zanat El Beida | Lazrou                                 | Aïn Yagout |
| Seriana        | Seriana,Djerma                         | Aïn Yagout |

### Localités de la commune
La commune de Lazrou est composée de 5 localités :
- Gadaine(ⴳⴰⴷⴰⵢⵏ)
- Lazrou(ⴰⵥⵔⵓⵜ)
- Merzeguene(ⵉⵎⵔⵣⵓⴳⵏ)
- Taklilt(ⵜⴰⴽⵍⵉⵍⵜ)
- Tizourit(ⵜⵉⵣⵓⵔⵉⵜ)